# 致命戀愛
《致命戀愛》（韓語：목숨 건 연애）是一部2016年韓國喜劇電影，講述菜鳥推理小說家秘密偵查案件的故事。

## 劇情
懸疑小說家齊仁（河智苑飾）充滿熱情，老想協助警察辦案，但她的推理卻老是漏洞百出，她唯一的青梅竹馬就是警察石煥（千正明飾）。小鎮裡，突然發生了殺人案，此時又出現了神秘花美男傑森（陳柏霖 飾），搬進齊仁住家的樓上，一連串的巧合，讓齊仁對傑森越來越好奇，卻也越來越對他心動......一場危險的致命戀愛遊戲，即將冒險展開！

## 演員

### 主要角色[5]
| 演員   | 角色   | 介紹                                                                               |
| 河智苑 | 韓齊仁 | 懸疑推理小說家，充滿熱情，充滿好奇心，老想協助警察辦案，但她的推理卻老是漏洞百出。 |
| 陳柏霖 | Jason  | 神秘感十足的謎樣花美男，小鎮裡發生殺人案後，搬進齊仁住家的樓上。真身就是連續殺人犯 |
| 千正明 | 石煥   | 警察局刑警，齊仁的青梅竹馬和多年好友。                                             |

### 其他角色
| 演員   | 角色   | 介紹                 |
| 吳正世 | 許鍾久 | 偷竊慣犯，有美男友   |
| 尹邵熙 | 鄭有美 | 齊仁好友             |
| 金元海 | 朴宰榮 | 警察局刑警，石煥同事 |
| 宋旻晶 | 卞淑真 | 推理小說作家         |
| 鄭海均 |        | 出版社社長           |
| 尹敬浩 | 盧德洙 | 通緝犯               |
| 金熙燦 |        |                      |

## 外部連結
- NAVER電影
- Daum電影 （页面存档备份，存于）
- 互联网电影数据库（IMDb）上《致命戀愛》的资料（英文）
- AllMovie上《致命戀愛》的资料（英文）
- 爛番茄上《致命戀愛》的資料（英文）
- Box Office Mojo上《致命戀愛》的資料（英文）
- Yahoo奇摩電影上《致命戀愛》的資料（繁體中文）
- 開眼電影網上《危險羅曼史》的資料（繁體中文）
- 豆瓣电影上《致命戀愛》的資料 （简体中文）
- 时光网上《致命戀愛》的資料（简体中文）